# Hyllus albooculatus
Hyllus albooculatus là một loài nhện trong họ Salticidae.
Loài này thuộc chi Hyllus. Hyllus albooculatus được Vinson miêu tả năm 1863.